# Figli dei figli della guerra
Figli dei figli della guerra è il secondo LP (Q-Disc) del gruppo Stradaperta.

## Il disco
La registrazione del disco avviene presso lo Studio Pomodoro a Sutri (VT). Il missaggio viene effettuato presso gli Studi Pollicino, di Roma. Il disco è pubblicato dalla casa discografica It di Vincenzo Micocci.

## Tracce
Lato A
1. Figli dei figli della guerra
2. Piume nell'aria

Lato B
1. Laura
2. Tobruk